# Kanton Nanterre-2
Der Kanton Nanterre-2 ist seit 2015 ein französischer Wahlkreis für die Wahl des Départementrats im Arrondissement Nanterre, im Département Hauts-de-Seine und in der Region Île-de-France. Sein Bureau centralisateur befindet sich in Nanterre. 

## Gemeinde
Der Kanton besteht aus zwei Gemeinden und Gemeindeteilen mit insgesamt 80.832 Einwohnern (Stand: 1. Januar 2022) auf einer Gesamtfläche von 6,74 km²:
| Gemeinde          | Einwohner 1. Januar 2022 | Fläche km² | Dichte Einw./km² | Code INSEE | Postleitzahl |
| ----------------- | ------------------------ | ---------- | ---------------- | ---------- | ------------ |
| Nanterre          | 31.900                   | 2,95       | 10.814           | 92050      | 92000        |
| Suresnes          | 48.932                   | 3,79       | 12.911           | 92073      | 92150        |
| Kanton Nanterre-2 | 80.832                   | 6,74       | 11.993           | 9220       | –            |

1. ↑   Nur der südöstliche Teil der Gemeinde, der Rest gehört zum Kanton Nanterre-1.